# Ro5-4864
Il Ro5-4864 o 4'-clorodiazepam è uno psicofarmaco appartenente alla categoria delle benzodiazepine. Tuttavia, a differenza della maggior parte delle altre benzodiazepine, Ro5-4864 manca di affinità per i recettori GABA A e manca dei tipici effetti delle benzodiazepine, essendo sedativo ma anche convulsivo e ansiogeno negli effetti.
Il Ro5-4864 è risultato essere un potente ligando per il "recettore periferico delle benzodiazepine", in seguito ribattezzato proteina traslocatore mitocondriale 18kDa (TSPO). Nonostante i suoi effetti convulsivi, a dosi più basse Ro5-4864 si è dimostrato neuroprotettivo ed è stato ampiamente utilizzato per la ricerca sul ruolo della proteina TSPO nella neurotossicità. Studi in vitro e modelli di roditori suggeriscono anche la possibilità di effetti analgesici, antidepressivi, cardioprotettivi, e antitumorali.